# Zensusvorbereitungsgesetz 2022
Das Zensusvorbereitungsgesetz 2022 ist ein deutsches Gesetz, das den Aufbau der für die Volkszählung in Deutschland 2022 benötigten Infrastruktur regelt. Das Statistische Bundesamt hält danach die für die Aufbereitung und Datenhaltung notwendige IT-Infrastruktur in Zusammenarbeit mit dem Informationstechnikzentrum Bund vor.
Das Gesetz wurde am 3. März 2017 als Zensusvorbereitungsgesetz 2021 erlassen und trat am 10. März 2017 in Kraft. Durch die Novelle vom 27. November 2018 wurden Regelungen zur Datenübermittlung, Qualitätsprüfung und Programmentwicklung eingefügt. Die Novelle vom 3. Dezember 2020 verschob den Zensus in das Jahr 2022 und änderte folgerichtig den Namen des Gesetzes.

## Zensus 2022
Im Zensus 2022 sollen – wie bereits im Zensus 2011 – sowohl Daten zur Bevölkerung als auch zum Bestand an Gebäuden mit Wohnraum und Wohnungen als Bundesstatistik nach § 5 Bundesstatistikgesetz (BStatG) erfasst werden. Die Informationen werden registergestützt durch Auswertung von Verwaltungsdaten sowie ergänzend durch primärstatistische Erhebungen gewonnen. Die Mitgliedstaaten der Europäischen Union waren durch die EU-Verordnung 763/2008 vom 9. Juli 2008 verpflichtet worden, alle zehn Jahre einen Zensus durchzuführen. In Deutschland war die Durchführung des ersten Zensus im Jahre 2011 mit dem Zensusvorbereitungsgesetz 2011 vorbereitet worden.
Der Zensus 2022 wird vom Statistischen Bundesamt (Destatis) im Benehmen mit den statistischen Ämtern der Länder methodisch vorbereitet. Zusammen sollen sie außerdem die Einhaltung einheitlicher Qualitätsstandards sichern und eine einheitliche und termingerechte Durchführung koordinieren. Darüber hinaus ist das Statistische Bundesamt für die Entwicklung der für den Zensus benötigten technischen Anwendungen verantwortlich. Diese vorbereitenden Aufgaben werden im Zensusvorbereitungsgesetz 2022 geregelt. 

## Inhalt des Gesetzes
Das Zensusvorbereitungsgesetz regelt unter anderem die folgenden Sachverhalte:
- Aufbau der für die Vorbereitung des registergestützten Zensus 2022 benötigten Infrastruktur.
- Verantwortlichkeit des Statistischen Bundesamtes für den zentralen IT-Betrieb und für die IT-Entwicklung im Rahmen der Arbeitsteilung mit den Statistischen Landesämtern.
- Erstellung und Führung des anschriftenbezogenen Steuerungsregisters.
- Festlegung der zum Aufbau und zur Pflege des Steuerungsregisters erforderlichen Datenquellen und Merkmale sowie die Übermittlung und Speicherung der Informationen.

Die weiteren Vorgaben für den Zensus 2022 sowie die Merkmale, die im Rahmen des Zensus 2022 erhoben werden sollen, werden im Zensusdurchführungsgesetz 2022 geregelt.

## Durchführung des Zensus
Im Zensusgesetz 2022 ist die Durchführung der Bevölkerungs-, Gebäude- und Wohnungszählung mit Stand vom 16. Mai 2022 geregelt.